# شهرستان قبادلی
قبادلی (به ترکی آذربایجانی Qubadlı) نام بخشی است در جنوب غربی جمهوری آذربایجان. این بخش اکنون تحت کنترل نیروهای آذربایجان است.
نیروهای آذربایجانی توانستند کنترل این شهرستان را از جمله شهر قبادلی را در طول درگیری ناگورنو قره‌باغ (۲۰۲۰) بدست آوردند.
طبق آخرین سرشماری انجام شده توسط اتحاد جماهیر شوروی در سال ۱۹۸۹ جمعیت این شهرستان ۲۸۱۱۰ نفر بوده است. بر اساس داده‌های جمهوری آذربایجان، جمعیت این شهرستان ۳۴۱۰۰ نفر بوده است.

## جمعیت شناسی
تا سال ۱۹۷۹ جمعیت شهرستان ۲۶۶۳۷ بوده است که:
- آذربایجانی ۹۹.۵% (۲۶۵۳۷)
- ارمنی ۰.۱% (۲۶)
- روسی ۰.۲% (۴۵)

جمعیت این شهرستان را شامل می‌شدند. 
براساس سرشماری سال ۱۹۸۹ جمعیت این شهرستان ۲۸۱۱۰ بوده‌است.